# Hydriomena marginenotata
Hydriomena marginenotata là một loài bướm đêm trong họ Geometridae.